# Sōsuke Uno
Sōsuke Uno (宇野 宗佑?, Uno Sōsuke; Shiga, 27 agosto 1922 – Moriyama, 19 maggio 1998) è stato un politico giapponese.

## Biografia
Proveniente da una famiglia di produttori di sakè, studia economia all'Università di Kobe ma nel 1943 interrompe gli studi perché chiamato alle armi. Deportato in Siberia dall'esercito sovietico, durante la guerra sperimenta un lungo periodo di prigionia in un campo di concentramento. Tornato in patria, racconterà le sue vicende in un libro autobiografico.
Dopo una esperienza amministrativa nell'assemblea di Shiga, sua prefettura d'origine, nel 1960 Uno viene eletto alla camera bassa, dove verrà riconfermato per ben dieci volte consecutive.
Nel 1974 viene nominato dal primo ministro Kakuei Tanaka direttore dell'Agenzia per la difesa. Nel 1976 assume l'incarico di ministro della Scienza e della Tecnica sotto il governo Fukuda, nel 1979 ministro della Pubblica amministrazione, nel 1983 ministro del commercio internazionale e nel 1987 ministro degli Esteri con Takeshita.
Il 3 giugno 1989, dopo lo scandalo Recruit, accetta l'incarico come primo ministro, ma a causa della sconfitta del suo partito (Partito Liberal Democratico) alle elezioni tenutesi il mese successivo, è costretto a rassegnare le dimissioni dopo soli 54 giorni di governo, il 10 agosto 1989. In questo breve periodo riesce comunque a guadagnarsi la sfiducia di molti elettori, istituendo per la prima volta in Giappone una tassa sul consumo, manovra molto criticata dai suoi stessi colleghi di partito.
Le dimissioni di Uno in realtà non furono dovute solo a vicende politiche, ma anche alle rivelazioni di una geisha che lo aveva accusato pubblicamente di non provvedere adeguatamente al suo sostentamento. L'affare extraconiugale di Uno era passato quasi sotto silenzio in patria, ma un reporter del Washington Post riprese la notizia da un quotidiano giapponese, rendendo di dominio internazionale la vicenda privata del primo ministro.
Uomo raffinato e colto (nel tempo libero coltivava interesse per la pittura e per la musica, dipingendo e suonando il piano egli stesso), oltre ai suoi ricordi di guerra e di prigionia ha pubblicato due raccolte di poesie.